# Independent Spirit Award (Empire Awards)
Gli Independent Spirit Award degli Empire Awards sono un riconoscimento cinematografico inglese, votato dai lettori della rivista Empire. Il premio viene consegnato annualmente dal 2002 al 2005.

## Vincitori e candidati
I vincitori sono indicati in grassetto.
- 2002
  - Alejandro Amenábar - The Others
  - Alejandro González Iñárritu - Amores perros
  - Terry Zwigoff - Ghost World
  - Jean-Pierre Jeunet - Il favoloso mondo di Amélie

- 2003
  - Michael Winterbottom e Andrew Eaton - 24 Hour Party People

- 2004
  - Roger Corman

- 2005
  - Kevin Smith